# 傳輸中的資料
傳輸中的資料（Data in transit）也稱為移動中的資料（data in motion）或飛行中的資料（data in flight），是指數碼資料在來源端和目的端之間的階段，一般是在網路上。
傳輸中的資料可以分為二類：資料在公開，不可靠的網路上傳輸（例如Internet），資料在私用網路上傳輸（例如局域网） 。
「傳輸中的資料」是用來補足使用中的資料（data in use）及静止資料（data at rest）的不足，這三種狀態加起來就是數位資料的三種狀態。